# Jordy de Wijs
Jordy Adriana Jozefina de Wijs (* 8. Januar 1995 in Kortrijk, Belgien) ist ein niederländischer Fußballspieler, der aktuell bei Fortuna Düsseldorf unter Vertrag steht.

## Karriere

### Verein
Nach seinen Anfängen in der Jugend der Vlijmense Boys und von RKC Waalwijk wechselte er im Sommer 2005 in die Jugendabteilung des PSV Eindhoven. Im Sommer 2014 wurde er dort in den Kader der zweiten Mannschaft in der 2. niederländischen Liga aufgenommen, kam aber auch zu ersten Einsätzen in der ersten Mannschaft in der Eredivisie und in der Champions League. Im Winter 2017 wurde er für den Rest der Spielzeit innerhalb der Eredivisie an Excelsior Rotterdam verliehen. Diese Leihe wurde im Sommer 2017 um eine Saison verlängert. Im Sommer 2018 wechselte er nach England und schloss sich Hull City in der 2. englischen Liga an. Mitte Januar 2021 wurde er für den Rest der Spielzeit an die Queens Park Rangers verliehen. Im Sommer 2021 wurde er von seinem Verein fest verpflichtet und mit einem 3-Jahres-Vertrag ausgestattet.
Ende Januar 2022 wurde er bis zum Ende der Saison 2021/22 nach Deutschland zum Zweitligisten Fortuna Düsseldorf verliehen. Vor der Saison 2022/23 wurde er von seinem Verein fest verpflichtet und mit einem Vierjahresvertrag ausgestattet.
Anfang Januar 2025 wechselte de Wijs bis zum Ende der Saison 2024/25 auf Leihbasis zum niederländischen Erstligisten SC Heerenveen.

### Nationalmannschaft
Jordy de Wijs kam zwischen 2012 und 2015 von der U17-Nationalmannschaft bis zur U21-Nationalmannschaft des niederländischen Fußballverbands zu insgesamt neun Einsätzen, bei denen ihm ein Tor gelang.